# 트라쉬불로스
트라쉬불로스(고대 그리스어: Θρασύβουλος Thrasyboulos[*], 기원전 440년경 - 기원전 388년)는 고대 그리스 아테나이의 장군으로 민주정의 지지자로 과두정 정권인 삼십인 참주와 싸웠다. 여행작가 파우사니아스는 《그리스 안내기》에서 트라쉬불로스를 아테나이의 명사 중 가장 우수한 인물이라고 평가하고 있다.

## 어린 시절
트라쉬불로스의 배경이나 초기 생애에 대해서는 알려진 것이 거의 없다. 그의 아버지는 뤼코스라는 이름을 가지고 있었고, 아테나이 스테이리아 지역의 데메 토박이였다. 트라쉬불로스는 기원전 455년에서 441년 사이에 태어난 것으로 추정되며, 기원전 430년대 태어났을 가능성도 배제할 수 없다. 그는 결혼을 해서, 두 명의 자녀를 두었다. 그가 부유한 집안 출신이었고, 트리에라르키에 사무소를 열었다는 등 몇 가지 사실은 명백하다. 이것은 여러 사건에서 중요한 개인적 지출과 관련이 있으며, 기원전 4세기에 그의 아들이 10 달란트에 이르는 상당한 금액의 벌금을 지불할 수 있었던데서 알 수 있는 사실이다.
기원전 411년에 트라쉬불로스는 어느 정도 친 민주정 정치인으로서의 지위를 확보할 수 있었다. 그는 기원전 411년 이전의 기록에는 등장하지 않으며, 그래서 그 전의 그의 행위를 추정하는 것은 불가능하다.
정치인으로서, 트라쉬불로스는 내내 몇 가지 정책을 일관적으로 지지하였다. 그는 아테나이 제국주의와 팽창주의의 옹호자였고, 페리클레스식의 민주정에 강력한 지지자였다.

## 기원전 411년 이후
기원전 411년 아테나이 해군 장군을 맡았다. 펠로폰네소스 전쟁에서 아테나이가 스파르타에 패하고, 평화협정을 체결한 후 친 스파르타 과두정 정권인 삼십인 정권이 성립되었다. 트라쉬불로스는 테바이로 망명하였고, 삼십인 정권의 공포정치로 아테나이의 귀족, 부유층과 대립 세력을 숙청하고, 체류 외국인인 메토이코이도 재산을 몰수당하고 처형되었다.
삼십인 정권에 대한 비판은 점점 높아져 갔고, 트라쉬불로스는 민주파의 지도자로 내전을 시작한다. 우선 아티카 북부에 있는 퓔레 요새를 점거하고 과두파의 토벌군을 물리친다. 트라쉬불로스는 아군을 늘려 피레아스의 무니키아에 진군하여 승리를 거듭한다. 이후 과두파를 지원하기 위해 스파르타 군이 도착하자 민주파는 고전을 면치 못했고, 트라쉬불로스는 메토이코이와 노예들에게 도움을 호소하며 그들에게 시민과 동등한 세금 부담의 특권(이소테레이아)을 주겠다고 약속했다.
내전은 스파르타의 왕인 파우사니아스에 의해 조정되었고, 결과적으로 아테나이는 민주정 정권으로 돌아왔다. 트라쉬불로스는 특사를 하고 화해를 추진함과 동시에 피레아스에서 돌아온 민주파의 모든 참가자에게 시민권을 인정하려고 했지만 실현되지 못했다. 기원전 401년에 트라쉬불로스는 엘레프시나로 탈출한 삼십인 정권과도 화해를 했고, 민주정을 지원하며 내전에 참가한 비시민에게 다음과 같은 보상을 제안하고 실현했다.
- 초기에 퓔레을 점거했을 때부터 참가자 : 시민권
- 피레아스의 무니키아에서의 전투에서 참가자 : 시민과 동등한 세금부담 특권(이소테레이아)
- 그 이후 참가자 : 상동

그는 민주정의 부활 후 아테나이의 재건에 힘썼다. 그리고 코린토스 전쟁이 발발하자 다시 스파르타와 싸우다가 레스보스에서 전사했다.